# Bram van Vlerken
Bram van Vlerken est un footballeur néerlandais né le 7 octobre 1995. Il évolue au poste de défenseur au PSV Eindhoven.

## Palmarès

### En équipe nationale
- Pays-Bas -17 ans
  - Vainqueur du championnat d'Europe des moins de 17 ans en 2012